# Eskigömü, Bayat
Eskigömü là một xã thuộc huyện Bayat, tỉnh Afyonkarahisar, Thổ Nhĩ Kỳ. Dân số thời điểm năm 2011 là 71 người.